# Dile a él (canción de Rauw Alejandro)
«Dile a él» es una canción grabada por el cantante puertorriqueño Rauw Alejandro para su álbum de estudio debut, Afrodisíaco (2020), con coros no acreditados de la cantante española Rosalía. Fue escrita por Alejandro, mientras que la producción estuvo a cargo de Eydren con el Ritmo, Alejandro, Rosalía y Caleb Calloway. La canción fue lanzada por Sony Music Latin y Duars Entertainment el 3 de febrero de 2021 como el sexto sencillo del álbum. Una balada de reguetón "oscura" de medio tiempo en español, se dirige a la exnovia del cantante que tiene rompió con él para estar con otro hombre.
«Dile a él» recibió críticas positivas de los críticos musicales, quienes la calificaron como "una de las canciones más espectaculares" del álbum. La pista alcanzó el puesto 38 en la lista Billboard Hot Latin Songs de Estados Unidos. Un video musical que lo acompaña, lanzado simultáneamente con la canción, fue filmado en Miami y dirigido por Alfred Marroquín. Representa a Alejandro perdido, arrepentido y cabizbajo por no haber tenido la oportunidad de compartir su vida con la persona que ama.

## Antecedentes y lanzamiento
En febrero de 2020, Rauw Alejandro anunció que estaba trabajando en su álbum de estudio debut Afrodisíaco. El 9 de noviembre de 2020, reveló la lista de canciones del álbum, incluida «Dile a él» como la primera pista. El álbum fue lanzado para descarga digital y transmisión por Sony Music Latin y Duars Entertainment el 13 de noviembre de 2020. El 3 de febrero de 2021, la canción fue lanzada como el sexto sencillo del álbum.
La canción presenta coros no acreditados de la cantante española Rosalía. Durante una entrevista con Rolling Stone, Alejandro habló sobre trabajar con ella: "Quería que [la canción] tuviera un final completamente opuesto, más angelical y más ligero. Tuve la oportunidad de trabajar con Rosalía, quien entró e hizo lo suyo y pasó al lado de la producción. Al final, fue un gran equipo y una gran canción". Si bien ya había rumores de una relación romántica entre los cantantes, los rumores se intensificaron luego de esta colaboración. Los dos hicieron oficial su relación como pareja en septiembre de 2021, y Alejandro luego admitió que "estaban juntos" en el momento en que estaban trabajando en la canción.

## Desempeño comercial
Tras el lanzamiento de Afrodisíaco, «Dile a él» debutó y alcanzó el puesto 59 en España el 22 de noviembre de 2020, como pista del álbum. La canción debutó en el número 42 en la lista Billboard Hot Latin Songs de Estados Unidos el 7 de agosto de 2021, convirtiéndose en la entrada número 22 de Alejandro. El 28 de agosto de 2021, la pista alcanzó su punto máximo en el puesto 38. También alcanzó los puestos 31 y 18 en las listas Latin Airplay y Latin Rhythm Airplay, respectivamente. En América Latina, "Dile a él" alcanzó el puesto 49 en Argentina Hot 100 y fue certificado platino en Colombia.

## Recepción de la crítica
"Dile a Él" ha recibido críticas muy positivas de los críticos musicales . El personal de Okdiario calificó la canción como "una de las canciones más espectaculares" incluidas en Afrodisíaco, mientras que Ignacio Videla de Los 40 la describió como "uno de los éxitos" del álbum. Julyssa Lopez de Rolling Stone clasificó la canción entre las 10 canciones esenciales de Alejandro, afirmando que "señalaba que Rauw se estaba desviando del R&B sensual que se había propuesto hacer y abrazando las raíces del reguetón en las que creció". También de Rolling Stone, Ernesto Lechner la calificó como la 17 mejor canción de la cantante en 2022, calificó su ritmo de "crujiente" y "tan compacto y apretado como puede ser el reguetón", y elogió la "voz angelical" de Rosalía en la canción.

## Música y letra
Musicalmente, "Dile a Él" es una balada de reguetón "oscura" de tiempo medio en español, con un outro "ligeramente más oscuro" de tiempo bajo. Fue escrita por Alejandro y producida por Eydren con el Ritmo, Alejandro, Rosalía y Caleb Calloway. La pista dura un total de 3 minutos y 29 segundos. La canción se dirige a la exnovia del cantante que ha roto con él para estar con otro hombre. Durante una entrevista con People Alejandro explicó la letra de la canción: "Se trata de rupturas y celos. El chico no puede superar su amor pasado y está enojado porque ella está con otro hombre. Está expresando todos sus sentimientos de odio y rencor y al final se da cuenta de que necesita dejarla ir y ser feliz". Confirmó que "no está 100%" inspirado en su propia experiencia. La letra incluye, "Todo esto a la mala tuve que aprender / El cenicero lleno, lo que hago es prender / Y todavía no olvido nada / Te he llora'o en mi almohada".

## Promoción

### Video musical
El 13 de diciembre de 2020, Alejandro anunció el cumplimiento de la producción de un video musical adjunto en Twitter. El 2 de febrero de 2021, compartió un adelanto del video y anunció que se lanzaría "pronto". El visual, dirigido por Alfred Marroquín, se estrenó al día siguiente. Fue filmada en Miami y muestra a Alejandro perdido, arrepentido y cabizbajo por no haber tenido la oportunidad de compartir su vida con la persona que ama. Con algunas tomas oscuras en color y en blanco y negro, Alejandro se deja “dejar llevar” por la música en varias escenas.

### Actuaciones en vivo
"Dile a él" se incluyó en las listas de canciones de Alejandro "The Rauw Alejandro World Tour" y "Vice Versa Tour".

## Créditos y personal
Créditos adaptados de Tidal.
- Rauw Alejandro – intérprete asociado, compositor, letrista, productor

- Eydren con el Ritmo – productor

- Rosalía – productora

- Caleb Calloway – productor

- José M. Collazo "Colla" – ingeniero de masterización, ingeniero de mezcla

- Jorge E. Pizarro "Kenobi" – ingeniero de grabación

- Eric Pérez Rovira "Eric Duars" – productor ejecutivo

- Amber Rubí Ureña – Coordinadora de A&R

- John Eddie Pérez – director de A&R

## Posicionamiento en listas
| Lista (2020–2021)                | Mejor posición |
| -------------------------------- | -------------- |
| Argentina (Argentina Hot 100)    | 49             |
| España (Top 100 Canciones)       | 59             |
| Estados Unidos (Hot Latin Songs) | 38             |